# Afranthidium carduele
Afranthidium carduele là một loài Hymenoptera trong họ Megachilidae. Loài này được Morawitz mô tả khoa học năm 1876.